# ایتالیا در المپیک تابستانی ۱۹۸۸
ایتالیا در بازی‌های المپیک تابستانی ۱۹۸۸ که در شهر سئول کره جنوبی برگزار شد، کاروان ایتالیا با ۲۵۳ ورزشکار در این رقابت‌ها شرکت کرد و موفق به کسب ۱۴ مدال (۶ طلا، ۴ نقره، ۴ برنز) شد. در جدول رتبه‌بندی توزیع مدال‌ها، ایتالیا در ردهٔ ۱۰ مسابقات قرار گرفت.